# Llista de monuments de Búger
Llista de monuments de Búger catalogats pel consell insular de Mallorca com a Béns d'Interès Cultural en la categoria de monuments pel seu interès històric, artístic, arquitectònic, arqueològic, històric-industrial, etnològic, social, científic o tècnic.
| Monument                                        | Tipus                | Localització                               | Coordenades                                          | Codi?         | Imatge                                    |
| ----------------------------------------------- | -------------------- | ------------------------------------------ | ---------------------------------------------------- | ------------- | ----------------------------------------- |
| Tambor de l'antiga creu dels Abeuradors         | Creus de terme       | Búger Plaça de la Constitució              | 39° 45′ 30″ N, 2° 59′ 00″ E / 39.758299°N,2.983273°E | RI-51-0010258 | Carregueu una nova foto d'aquest monument |
| Creu de la Mare de Déu del Roser                | Creus de terme       | Búger Carrer Major / c. Esperança          | 39° 45′ 31″ N, 2° 59′ 04″ E / 39.7586°N,2.984494°E   | RI-51-0010259 | Carregueu una nova foto d'aquest monument |
| Creu del Sant Crist                             | Creus de terme       | Búger Carrer Major                         | 39° 45′ 30″ N, 2° 59′ 02″ E / 39.758415°N,2.983987°E | RI-51-0010260 | Carregueu una nova foto d'aquest monument |
| Creu de Son Palou                               | Creus de terme       | Búger Carrer de Ramon Llull / sa Carretera | 39° 45′ 33″ N, 2° 58′ 58″ E / 39.759037°N,2.982704°E | RI-51-0010261 | Carregueu una nova foto d'aquest monument |
| Creu d'en Pons                                  | Creus de terme       | Búger Carrer de la Creu / c. Pom           | 39° 45′ 27″ N, 2° 58′ 57″ E / 39.757367°N,2.98246°E  | RI-51-0010262 | Carregueu una nova foto d'aquest monument |
| Creu de sa Tafona                               | Creus de terme       | Búger Carrer de Mascaró / c. Pou Nou       | 39° 45′ 26″ N, 2° 59′ 02″ E / 39.75732°N,2.983847°E  | RI-51-0010263 | Carregueu una nova foto d'aquest monument |
| Restes prehistòriques de ca s'Eixamer / Es Puig | Monument arqueològic | Búger                                      | 39° 45′ 31″ N, 2° 58′ 48″ E / 39.758673°N,2.980002°E | RI-51-0001820 | Carregueu una nova foto d'aquest monument |
| Talaiot de sa Mata Grossa                       | Monument arqueològic | Búger                                      | 39° 46′ 07″ N, 2° 59′ 15″ E / 39.768495°N,2.987589°E | RI-51-0001821 | Carregueu una nova foto d'aquest monument |